# Meridiano 84 W
O meridiano 84 W é um meridiano que, partindo do Polo Norte, atravessa o Oceano Ártico, América do Norte, Oceano Atlântico, Mar do Caribe, América Central, América do Sul, Oceano Pacífico, Oceano Antártico, Antártida e chega ao Polo Sul. Forma um círculo máximo com o Meridiano 96 E.
Começando no Polo Norte, o meridiano 84º Oeste tem os seguintes cruzamentos:
| País, território ou mar  | Notas                                                              |
| ------------------------ | ------------------------------------------------------------------ |
| Oceano Ártico            |                                                                    |
| Canadá                   | Nunavut - Ilha Ellesmere e Ilha Landslip                           |
| Jones Sound              |                                                                    |
| Canadá                   | Nunavut - Ilha Devon                                               |
| Estreito de Lancaster    |                                                                    |
| Canadá                   | Nunavut - Ilha de Baffin                                           |
| Estreito de Fury e Hecla |                                                                    |
| Canadá                   | Nunavut - Península de Melville (continente) e Ilha Vansittart     |
| Bacia de Foxe            |                                                                    |
| Canadá                   | Nunavut - Ilha Southampton                                         |
| Estreito de Fisher       |                                                                    |
| Baía de Hudson           | Passa a oeste da Ilha Coats, Nunavut, Canadá                       |
| Canadá                   | Ontário - continente e St. Joseph Island                           |
| Estados Unidos           | Michigan                                                           |
| Lago Huron               |                                                                    |
| Estados Unidos           | Michigan Ohio Kentucky Tennessee Carolina do Norte Geórgia Flórida |
| Golfo do México          |                                                                    |
| Cuba                     |                                                                    |
| Mar das Caraíbas         | Passa a oeste das Ilhas do Cisne, Honduras                         |
| Honduras                 |                                                                    |
| Nicarágua                |                                                                    |
| Costa Rica               | Passa a leste de San José                                          |
| Oceano Pacífico          | Passa a oeste da Isla del Caño, Costa Rica                         |
| Oceano Antártico         |                                                                    |
| Antártida                | Território reivindicado pelo Chile (Antártida Chilena)             |